# Новополянье
Новополянье — село Чаплыгинского района Липецкой области, административный центр Новополянского сельсовета.

## География
Село расположено на правом берегу реки Гущина Ряса в 12 км на юго-запад от райцентра города Чаплыгин.

### Улицы
В Новополянье проложено 3 улицы:
- Центральная
- Школьная
- Цветочная

## История
Новополянье, до построения в нем отдельной церкви, в качестве деревни Кривополянских выселок входило в состав прихода Кривополянского. Архангельская церковь с приделом Никольским перевезена была из Сезеновского монастыря и поставлена на настоящее место в 1847 г. Она имела вид креста, длина ее не превышает 16, а ширина 12 саж. Одновременно с церковью устроена была и колокольня. 
В XIX — начале XX века село входило в состав Кривополянской волости Раненбургского уезда Рязанской губернии. В 1906 году в селе было 150 дворов.
С 1928 года село являлось центром Новополянского сельсовета Раненбургского района Козловского округа Центрально-Чернозёмной области, с 1954 года — в составе Липецкой области, с 1963 года — в составе Чаплыгинского района.

## Население
| 1859 | 1897  | 1906  | 2009 | 2010 |
| ---- | ----- | ----- | ---- | ---- |
| 535  | ↗1065 | ↗1234 | ↘947 | ↘721 |

## Инфраструктура
В селе имеются филиал МБОУ средняя школа № 2 с. Кривополянье, детский сад «Полянка», фельдшерско-акушерский пункт, спорткомплекс, отделение почтовой связи.

## Русская православная церковь
17.06.2006 года был заложен православный храм в честь Архангела Михаила, а в 2008 году был открыт для верующих и существует по сей день.